# Красний Фарс
Красний Фарс (рос. Красный Фарс; адиг. Фэрзэ Плъыжь) — хутір Кошехабльського району Адигеї Росії. Входить до складу Дмитрієвського сільського поселення.
Населення — 150 осіб (2015 рік).

## Вулиці
Усього 6 вулиць:
- Зої Космодем'янської,
- Кірова,
- Цегляна,
- Мічуріна,
- Островського,
- Річкова.